# Pekka Päivärinta
Pekka Päivärinta (Finlandia, 4 de mayo de 1949) es un atleta finlandés retirado especializado en la prueba de 3000 m, en la que consiguió ser subcampeón europeo en pista cubierta en 1977.

## Carrera deportiva
En el Campeonato Europeo de Atletismo en Pista Cubierta de 1977 ganó la medalla de plata en los 3000 metros, con un tiempo de 7:59.3 segundos, tras el alemán Karl Fleschen y por delante del suizo Markus Ryffel.